# Риковеро Провинчале (Торино)
Риковеро Провинчале је насеље у Италији у округу Торино, региону Пијемонт.
Према процени из 2011. у насељу је живело 121 становника. Насеље се налази на надморској висини од 279 м.